# Vier Edellieden
In de Chinese schilderkunst staan de Vier Edellieden (花中四君子; pinyin: Huā zhōng sìjūnzǐ) voor de orchidee, de chrysant, de Japanse abrikoos en bamboe. Deze planten vertegenwoordigen de vier seizoenen; de orchidee als de lente, bamboe als de zomer, de chrysant als de herfst en de pruim als de winter. De 'Vier Edellieden' worden vaak gebruikt om de opvolging van seizoenen af te beelden in landschappen en vogel- en bloemschilderingen.
De term 'Vier Edellieden' is ontleend uit het Confucianisme ten tijde van de Zhou-dynastie. In die tijd werden edellieden of junzi in moreel en sociaal opzicht superieur bezien ten opzichte van het overige volk. Op dezelfde wijze worden de vier planten in de Chinese cultuur geprezen om hun schoonheid en gebruikt als symbool voor menselijke kwaliteiten. Als motief worden zij sinds de periode van de Song-dynastie (960–1279) in de schilderkunst gebruikt. Met het verbreiden van de Chinese culturele invloedssfeer namen kunstenaars in Korea, Japan en Vietnam het motief over in hun schilderijen.

## Afbeeldingen

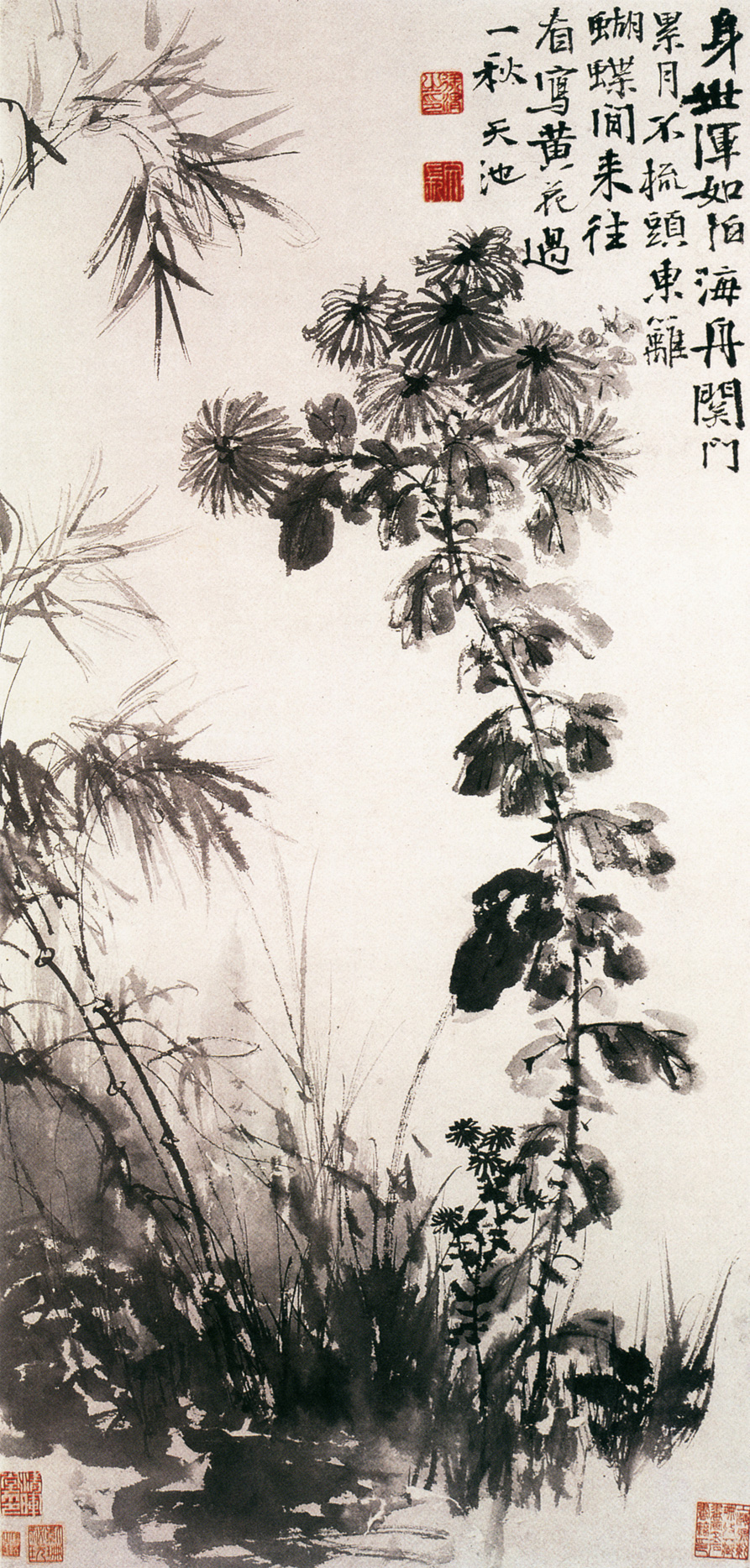
Chrysanten en bamboe door Xu Wei, 16e eeuw
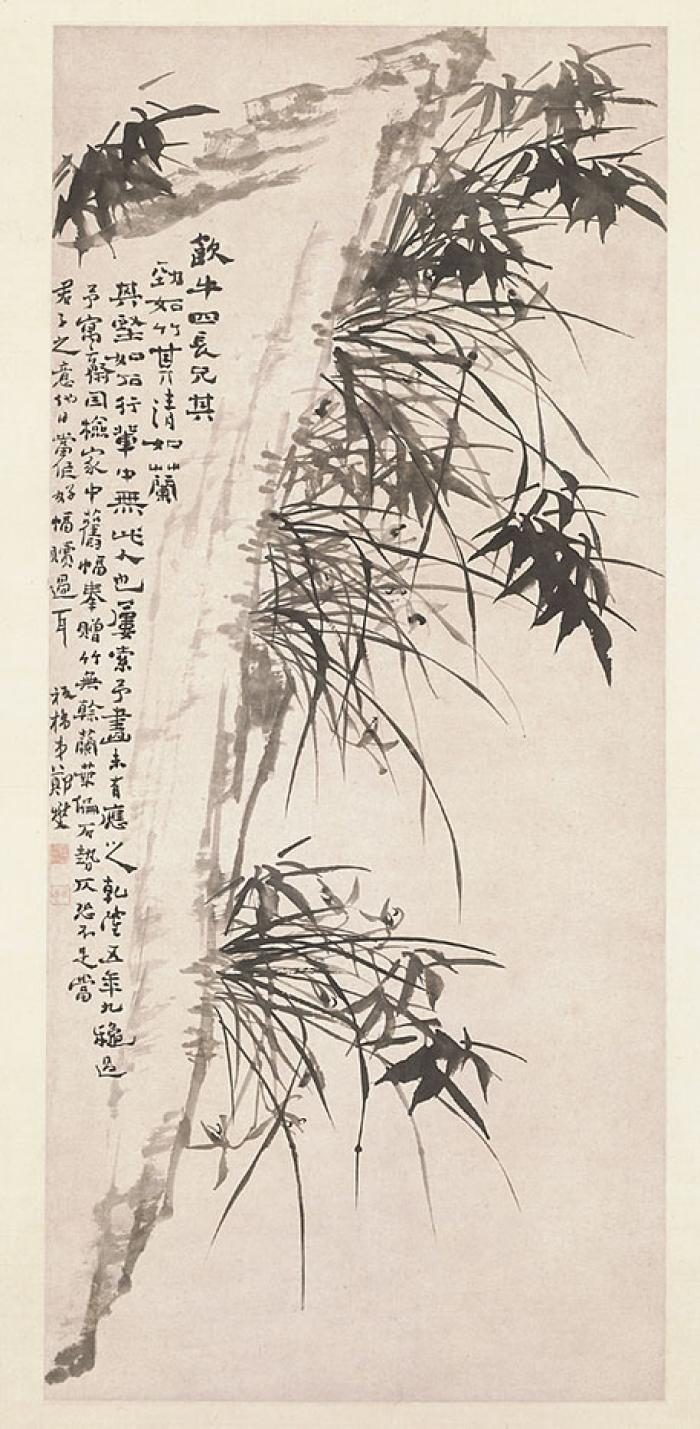
Orchideeën en bamboe door Zheng Xie, ca. 1740
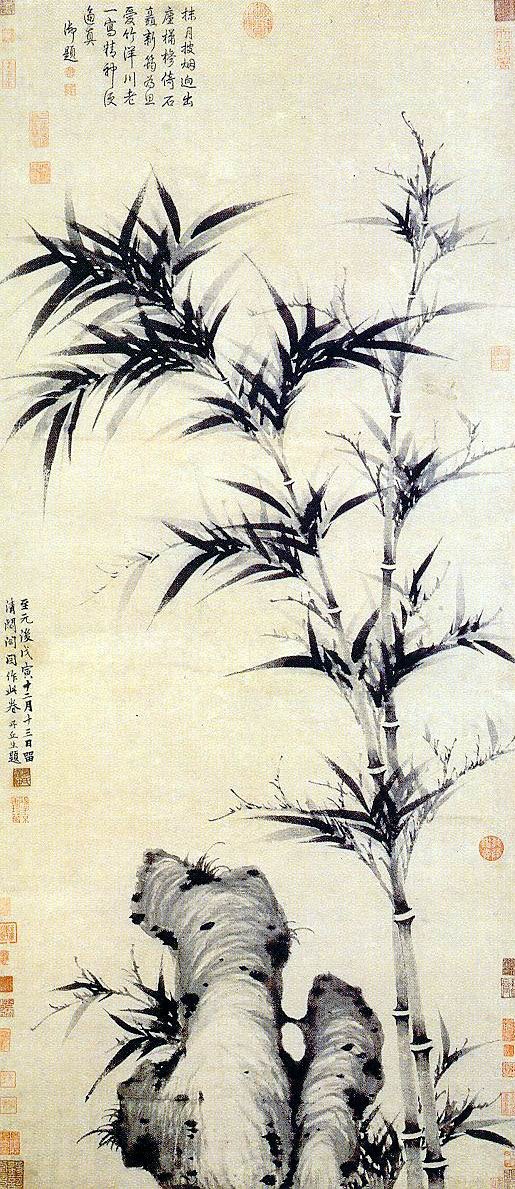
Bamboe bij het Qingbige-paviljoen door Ke Jiusi, ca. 1338
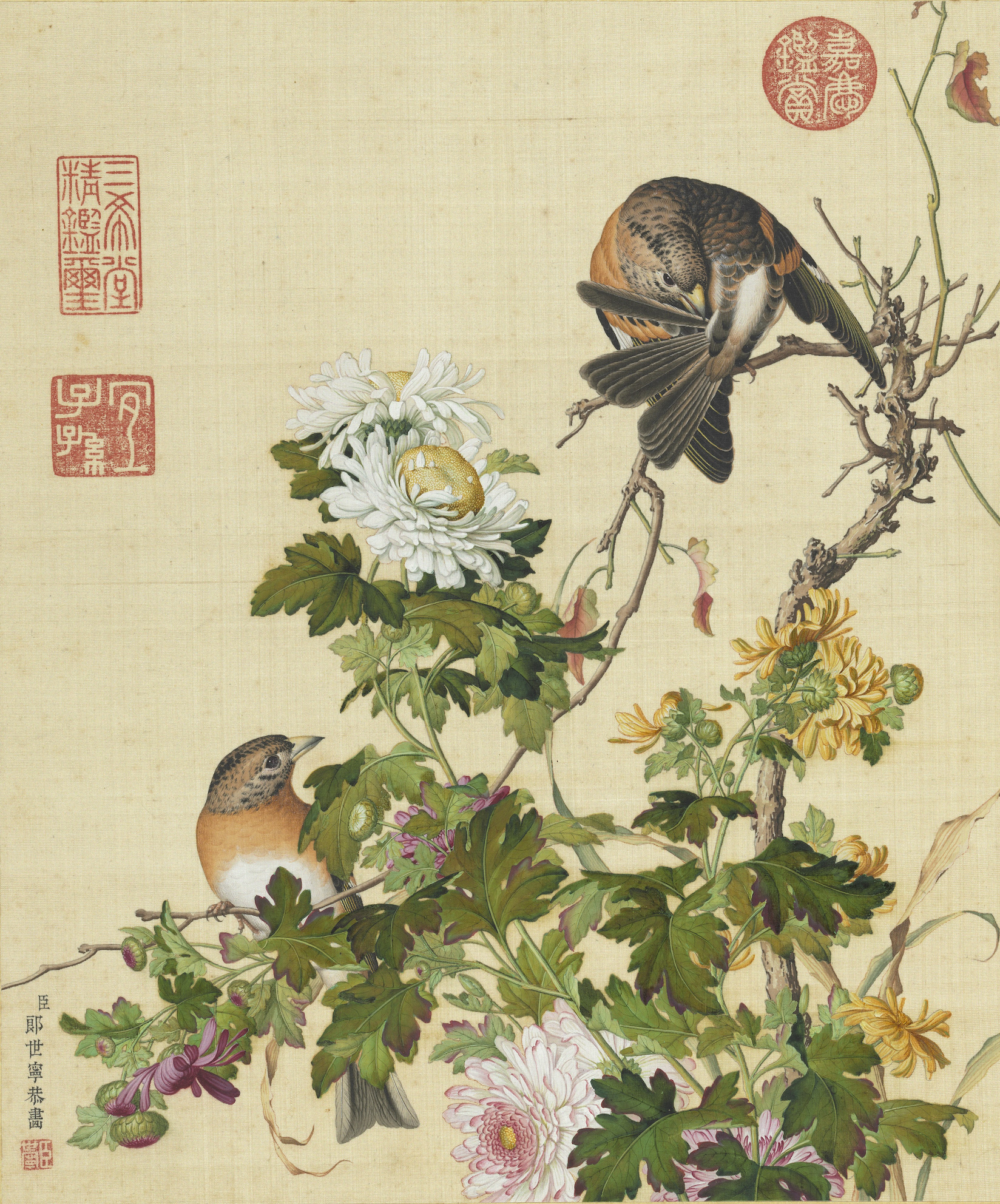
Chrysanten in het Xian'e Changchun Album door Giuseppe Castiglione (1688-1766)
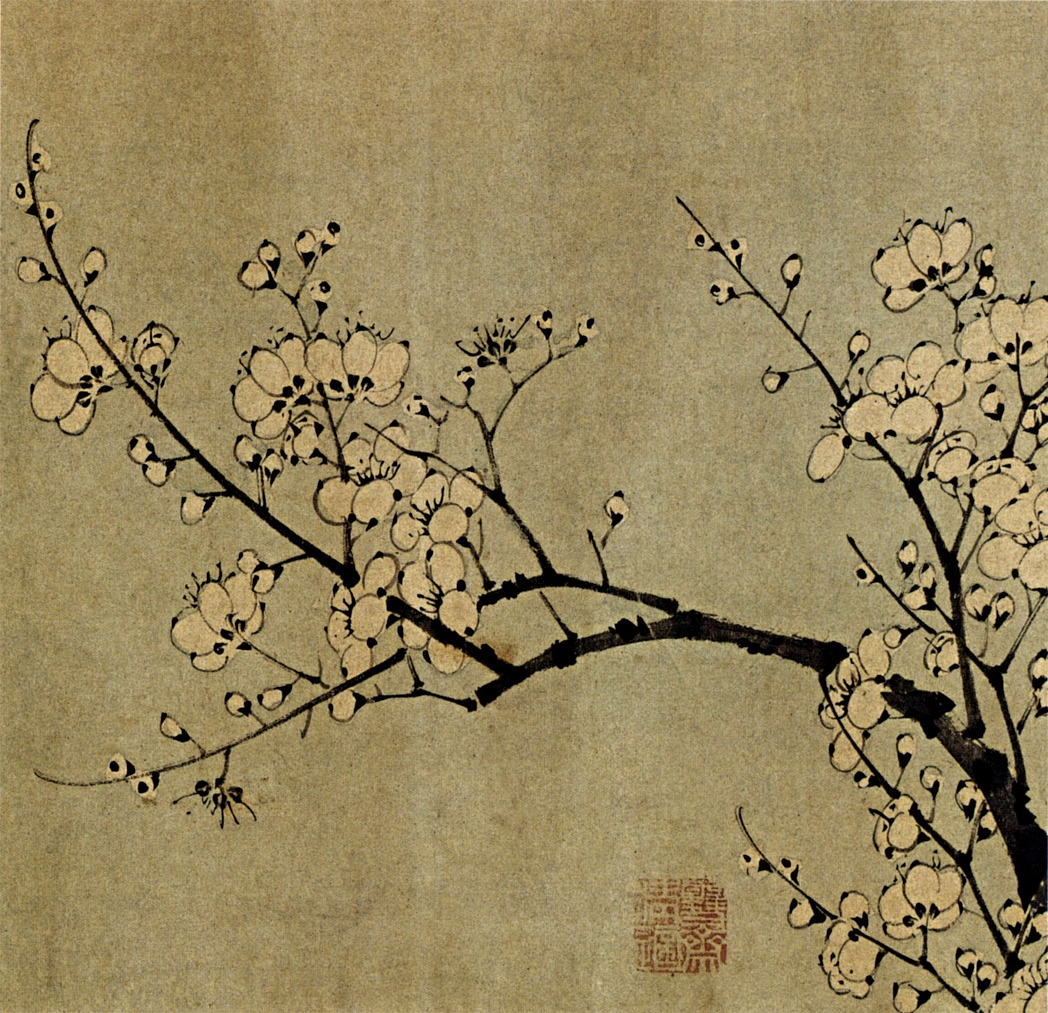
Pruimenbloesem door Sun Long en Chen Lu, vroeg in het Ming-tijdperk (1368–1644)